# Santa Maria di Collemaggio

Fassade von Santa Maria di Collemaggio

S. Maria di Collemaggio ist eine große romanisch-frühgotische Kirche in L’Aquila, berühmt für ihre Architektur, die außergewöhnliche Fassade im Schmuckkästchenstil aus roten und weißen Steinen und das Grab des Ordensgründers und Papstes Coelestin V., der die Kirche gründete. Sie liegt malerisch am Rande der Stadt in einem Park. Als ehemalige Hauptkirche der Ordensgemeinschaft der Coelestiner gehörte sie zu einem Klostergebäude, von welchem heute noch der Kreuzgang und Reste des Refektoriums zu sehen sind. Die Kirche trägt den Titel einer Basilica minor.

## Geschichte

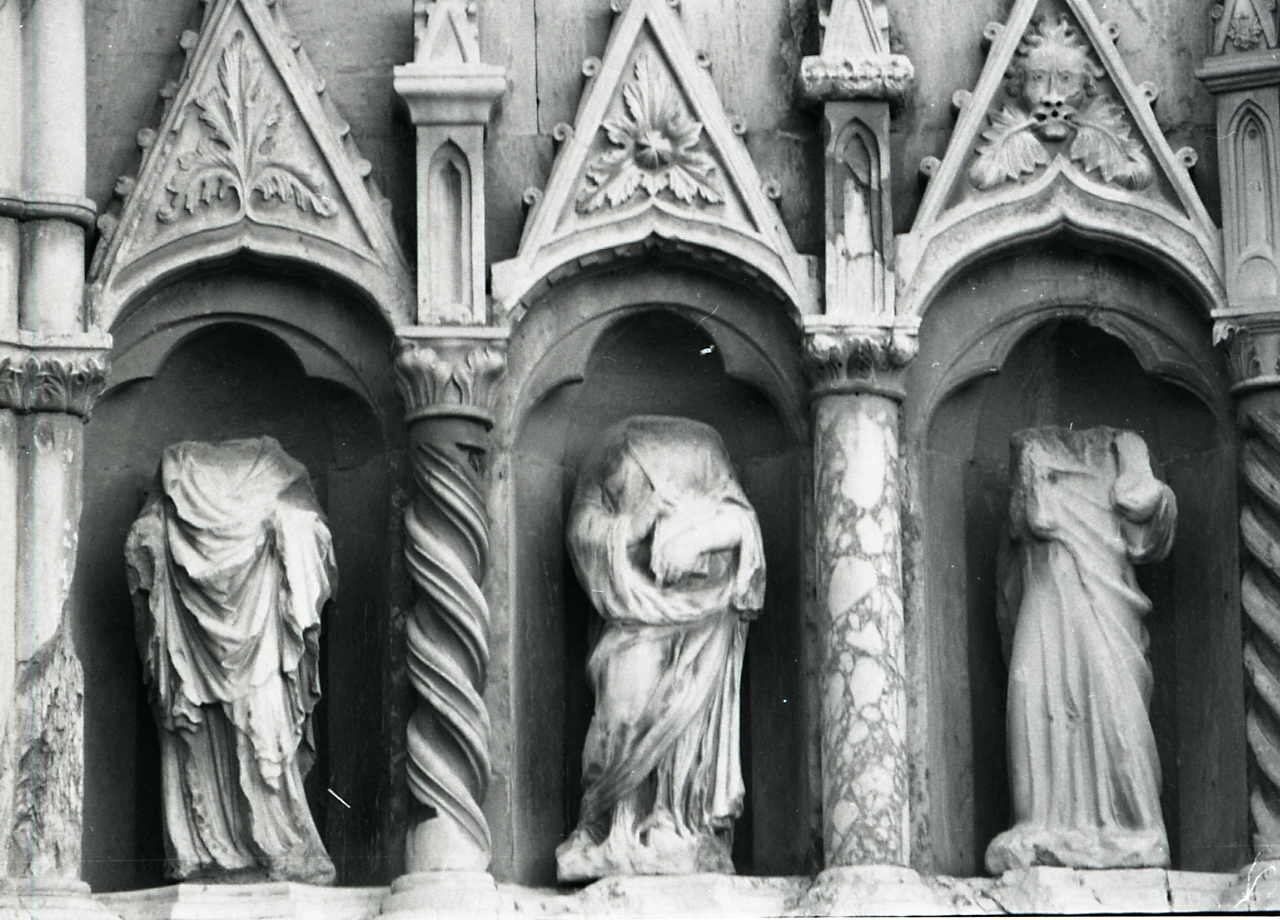
Detail der Tabernakel und Statuen des Hauptportals. Foto von Paolo Monti, 1969.

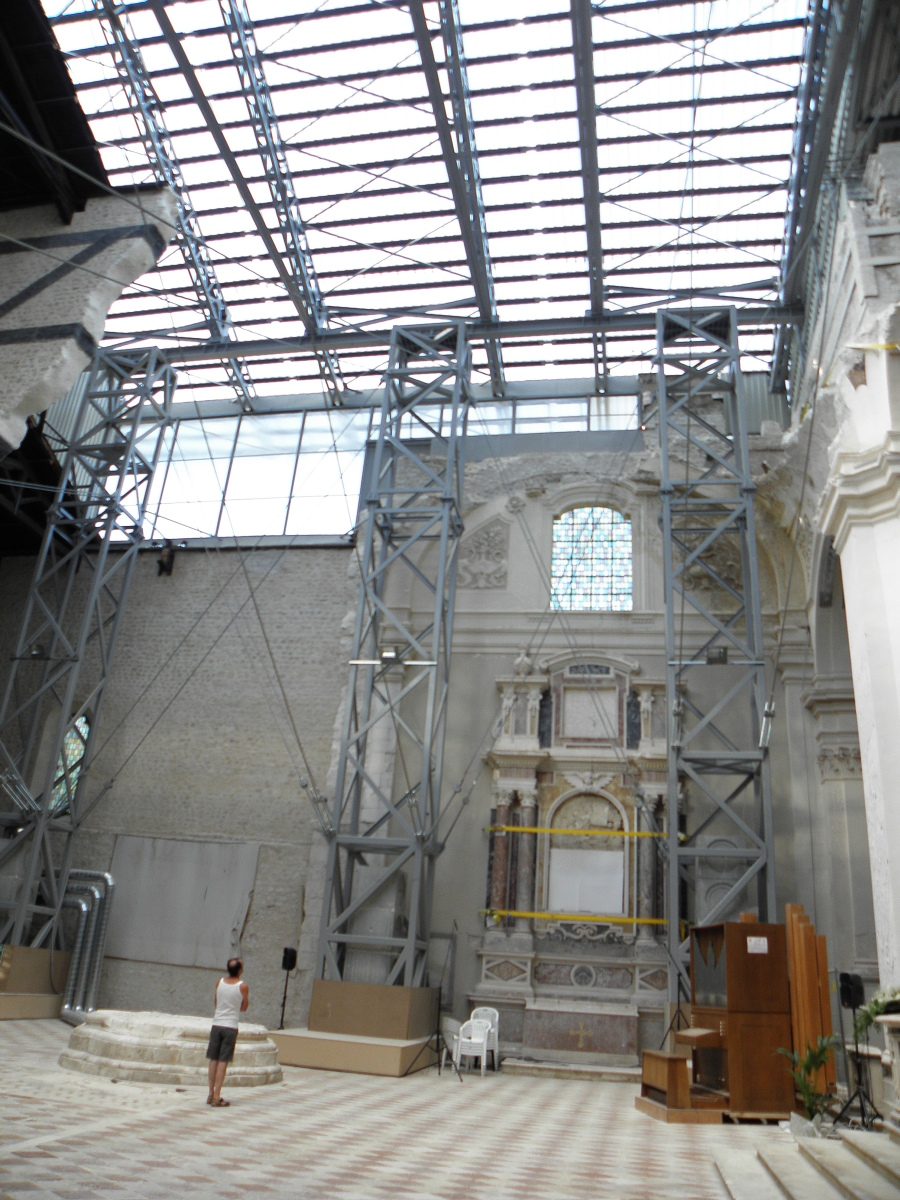
Notdach über der Vierung.

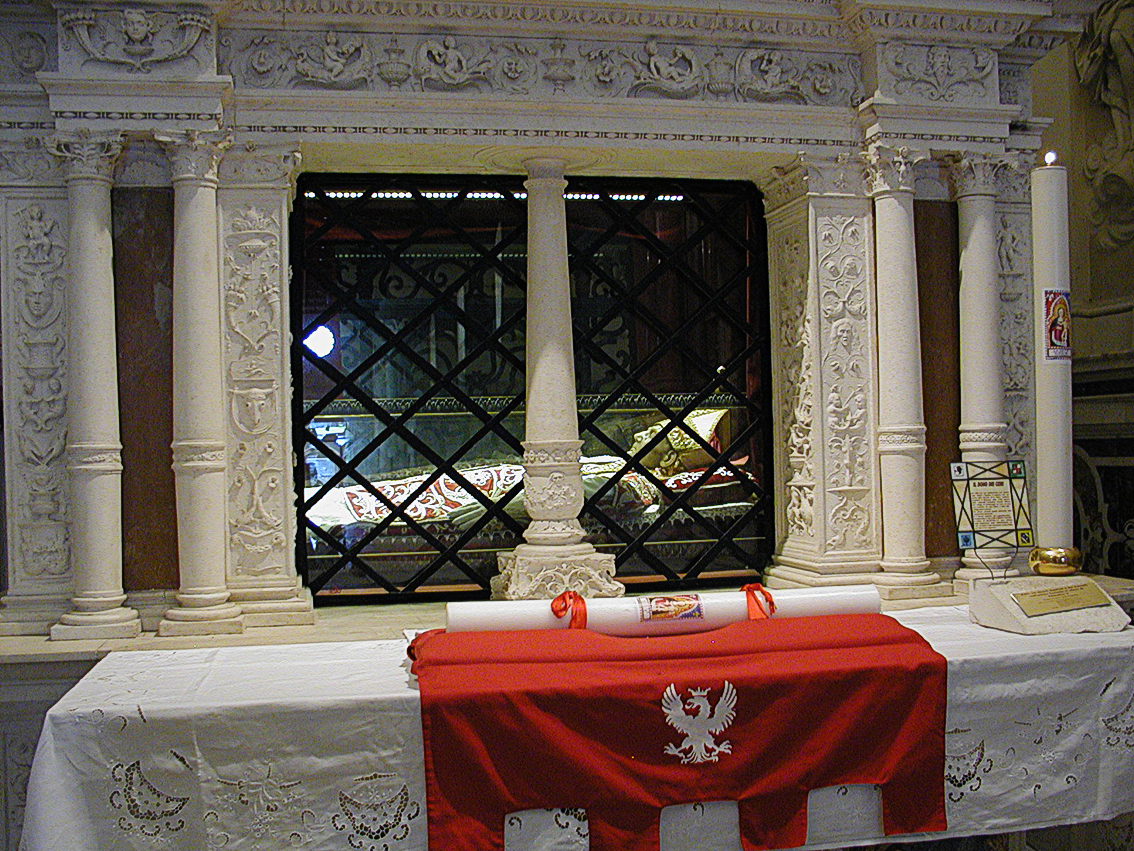
Der gläserne Reliquienschrein Papst Coelestins V. vor der Zerstörung.

Die Entstehung der Kirche geht auf das Jahr 1274 zurück. Zu dieser Zeit kehrte der Eremit und Ordensgründer Pietro del Murrone, der spätere Papst Coelestin V., vom Konzil von Lyon heim, wo er die Anerkennung seines Ordens erreicht hatte. Auf seinem Rückweg übernachtete er auf dem Hügel Collemaggio vor L’Aquila und empfing dort im Traum von Maria, die ihm auf einer goldenen Treppe und umringt von Engeln erschien, die Weisung zum Bau einer Kirche. 1287 erwarb Pietro das Land und begann im folgenden Jahr mit dem Bau, der 1289 beendet war.
Als Pietro 1294 zum Papst Coelestin V. gewählt wurde, ließ er sich am 29. August in seiner neuen Ordenskirche Santa Maria di Collemaggio krönen und zeichnete sie mit einem Ablassprivileg aus: Alle Gläubigen, die in der Kirche am 28. und 29. August jeden Jahres nach Empfang des Bußsakraments beteten und die Kommunion empfingen, sollten einen vollkommenen Ablass erhalten (Bulle Inter sanctorum solemnia). Von da an wurde die Kirche zum viel besuchten Wallfahrtsort, noch verstärkt, als Coelestin V. 1313 heiliggesprochen und 1326 in Santa Maria di Collemaggio beigesetzt wurde. Die Festlichkeiten der Perdonanza Celestiniana mit großem liturgischen und kulturellen Programm sind seit 2019 Immaterielles Kulturerbe der UNESCO.
Beim Erdbeben von L’Aquila am 6. April 2009 wurde die Kirche schwer beschädigt, wobei die Vierung und ein Teil der Apsis einstürzten. Der verschüttete gläserne Reliquienschrein mit den Gebeinen des Papstes Coelestin V. konnte jedoch unbeschädigt aus den Trümmern geborgen werden. Kurz nach dem Erdbeben legte Papst Benedikt XVI. bei seinem Besuch der Kirche am 28. April 2009 sein Pallium, das er zum Amtsantritt empfangen hatte, am Reliquienschrein Coelestins V. nieder. Der Schrein wurde anschließend in die Krypta der Kathedrale von Sulmona übertragen, in deren Nähe der hl. Coelestin lange Zeit als Einsiedler gelebt hatte. Am 5. Mai 2013 wurden seine Gebeine wieder nach Santa Maria in Collemaggio zurück übertragen, wo Papst Franziskus sie bei seinem Besuch am 28. August 2022 verehrte.

## Orgel

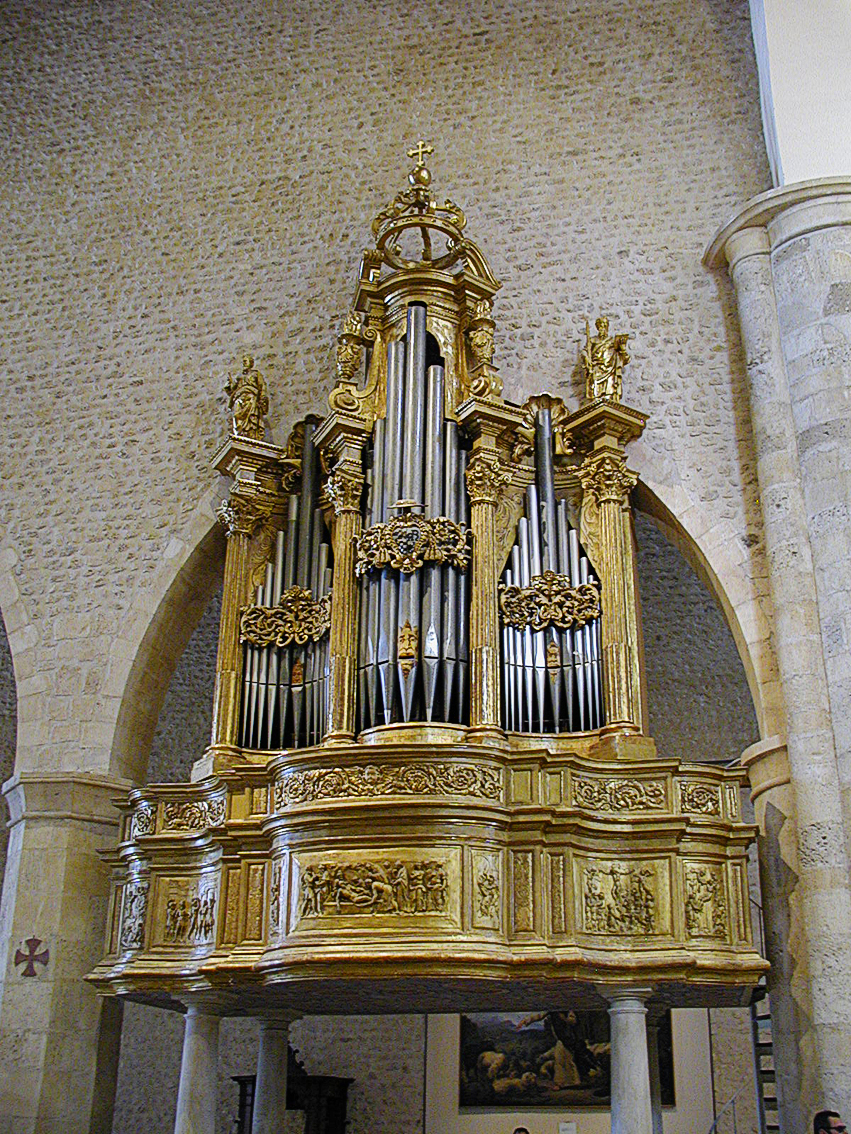
Blick auf die Orgel

Bis zum Erdbeben im Jahre 2009 befand sich in der Kirche eine wertvolle Orgel, die Ende des 17. Jahrhunderts von einem unbekannten Orgelbauer erbaut worden war. Das Instrument wurde bei dem Erdbeben weitgehend zerstört. Es hatte 14 Register auf einem Manual (F, G, A–c4: Principale Basso 12′, Principale Primo 12′, Principale Secondo, Ottava, Quintadecima, Decimanona, Vigesimaseconda, Vigesimasesta, Vigesimanona, Trigesimaterza, Flauto in V, Flauto in VIII, Tromboni 12′, Usignoli), und ein angehängtes Pedal (F–gis0).